# Герасимов, Иван Иванович (футболист)
Иван Иванович Герасимов (11 декабря 1916, Мосейцево, Ярославская губерния — не ранее сентябрь 1988) — советский футболист, нападающий.

## Биография
Иван Иванович Герасимов родился 11 декабря 1916 года в Мосейцево (ныне — в Ростовском районе Ярославской области).
С 5 октября 1937 года служил срочную службу в звании старшего краснофлотца.
В 1940 году в составе ленинградского «Зенита» провёл три матча — 20 июня в домашней встрече с московским «Спартаком» (3:4) вышел на замену, в гостевых играх 13 и 20 августа против «Динамо» Киев (1:4) и «Локомотива» Москва (6:1) отыграл полный матч и был заменён после перерыва соответственно.
С августа 1943 по январь 1946 года служил в 1-м Балтийском флотском экипаже, главный старшина.
В 1945 года за КБФ Ленинград в пяти играх забил два мяча, в 1946 году был в составе «Зенита», в 1947 — СКФ Таллин, в 1947—1948 — «Спартака» Ленинград.
Жил в Ленинграде; умер позднее сентября 1988 года.

## Награды
- Орден Отечественной войны II степени (6.04.1985)[5]